# Die Salzprinzessin
Die Salzprinzessin ist ein deutscher Märchenfilm aus dem Jahr 2015, der auf Märchenmotiven der Brüder Grimm und Božena Němcová beruht und für die ARD für die ARD-Reihe Sechs auf einen Streich produziert wurde. Ein Märchen namens Die Salzprinzessin ist in den Kinder- und Hausmärchen unter diesem Namen nicht zu finden, die Handlung des Films ähnelt jedoch dem Märchen Prinzessin Mäusehaut und dem slowakischen Volksmärchen Salz ist wertvoller als Gold von Božena Němcová, das als Der Salzprinz verfilmt wurde.

## Handlung
Der verwitwete König Christoph möchte abdanken und das Zepter an eine seiner drei geliebten Töchter abgeben. Er ist sich aber unklar, welche der drei Prinzessinnen die richtige für seine Nachfolge ist: die machtbewusste und juwelenliebende Eugenia, die putzsüchtige und Schuhe sammelnde Isabella oder Amélie, die jüngste, welche am liebsten durch die Natur streift.
Als Prinzessin Amélie wieder einmal den Wald erkundet, findet sie einen funkelnden Salzkristall. Anschließend begegnet sie an einem Felsen dem Prinzen Thabo und dessen Gefolge aus dem fernen Königreich Bokanda. Er verliebt sich in Amélie, doch bevor er ihren Namen erfahren kann, ist Prinzessin Amélie wieder im Wald verschwunden.
Die Thronfolge soll nun diejenige Tochter antreten, die den König am meisten liebt, um eine ebenso barmherzige Königin wie die verstorbene Mutter zu werden. König Christoph bittet daher seine drei Töchter, zu beschreiben, wie sehr sie ihn lieben. Die beiden ältesten Töchter vergleichen ihre Liebe mit dem, was ihnen auch sonst das Liebste ist: Gold, Silber und Seide. Die jüngste Tochter Amélie jedoch sagt lediglich, dass sie ihn liebe, wie eine Tochter nur ihren Vater lieben kann. Unzufrieden mit der Antwort drängt sie der König, sich genauer zu erklären. Sie vergleicht ihre Liebe daraufhin mit Salz. Der König wird zornig und verbannt sie aus dem Königreich, da er den Wert des Salzes nicht erkennt.
In den nächsten Jahren zieht Amélie in Männerkleidern als Geselle auf Wanderschaft, damit sie nicht als Prinzessin erkannt wird. So nimmt sie den Namen Anton an und hilft etwa ein Jahr lang in einem Wirtshaus aus, aus dem sie später flüchten muss, da sie sich mit Falschspielern angelegt hat. Als Anton trifft sie im Wald erneut auf Prinz Thabo, mit dem sie einige Meilen bis in die Nähe ihres Heimatschlosses reitet. Sie will auf ihr Schloss zurückkehren in der Hoffnung, dass sich des Königs Zorn inzwischen gelegt hat und er ihre Liebe erkennt. Ihr Vater will jedoch immer noch nichts von ihr wissen, sodass Amélie das Schloss erneut verlässt. Sie kommt schließlich bei einer ihrer Mutter sehr ähnlich sehenden Kräuterfrau unter, die in einer kleinen Hütte im Wald lebt.
Mit dem Königreich geht es derweil bergab: Im ganzen Land geht das Salz aus, Lebensmittel verderben, das Geld wird knapp. Der König sorgt sich um die Staatsfinanzen, da seine zwei verbliebenen Töchter noch immer für Schmuck und Kleider Unmengen Geld ausgeben. Zu allem Überfluss scheint auch die porträtierte Königin, seine verstorbene Frau, aus ihrem Rahmen verschwunden. Zwischenzeitlich hat auch Prinz Thabo den König besucht, nach Amélie gefragt und so von ihrer Verbannung erfahren. Er begibt sich auf die Suche nach ihr.
Die Gesundheit des Königs und der Prinzessinnen verschlechtert sich aufgrund des Salzmangels. Das Land leidet. In dieser Situation kehrt Amélie schließlich heim und bringt ein Säckchen Salz mit. Der Bann löst sich. Sie heiratet Thabo und wird zur Königin des Landes gekrönt.

## Hintergrund
Die Erstausstrahlung erfolgte am 25. Dezember 2015.
Der Film wurde u. a. im Schloss Ehreshoven in Engelskirchen sowie im LVR-Freilichtmuseum Lindlar gedreht.

## Kritik
Rainer Tittelbach schreibt auf Tittelbach.tv: „Die emanzipierte Prinzessin & ein schwarzhäutiger Prinz sind noch das „Aufregendste“ dieser konventionellen Märchenverfilmung, die mit ihrem überzogenen Witz und ihren überzeichneten Charakteren für Jugendliche und Erwachsene wenig geeignet ist. Emotional aber funktioniert der Film; das liegt auch an Leonie Brill.“